# Caucaea alticola
Caucaea alticola är en orkidéart som först beskrevs av John E. Stacy, och fick sitt nu gällande namn av Norris Hagan Williams och Mark W. Chase. Caucaea alticola ingår i släktet Caucaea och familjen orkidéer.
Artens utbredningsområde är Ecuador. Inga underarter finns listade i Catalogue of Life.